# Муренін Костянтин Платонович
Костянтин Платонович Муренін (5 серпня 1935, село Макарово, тепер Ртищевського району Саратовської області, Російська Федерація — 18 серпня 2022, місто Саратов, Російська Федерація) — радянський державний діяч, 1-й секретар Саратовського обласного комітету КПРС, голова Саратовської обласної ради народних депутатів. Член ЦК КПРС у 1990—1991 роках. Народний депутат Російської РФСР (1990—1993). Кандидат економічних наук.

## Життєпис
У 1953 році закінчив зі срібною медаллю Макаровську середню школу Саратовської області.
У 1953—1958 роках — студент Саратовського автодорожнього (політехнічного) інституту.
У 1958—1960 роках — інженер-технолог авторемонтного заводу в місті Саратові.
Член КПРС з 1960 року.
У 1960—1962 роках — секретар Кіровського районного комітету ВЛКСМ міста Саратова; 2-й секретар Саратовського міського комітету ВЛКСМ.
У 1962—1970 роках — заступник завідувача відділу Саратовського міського комітету КПРС; інструктор відділу, помічник 1-го секретаря Саратовського обласного комітету КПРС; заступник завідувача, завідувач промислово-транспортного відділу Саратовського обласного комітету КПРС.
У 1970—1972 роках — 1-й секретар Октябрського районного комітету КПРС міста Саратова.
У 1972—1976 роках — заступник голови виконавчого комітету Саратовської обласної ради депутатів трудящих.
У 1976 — 10 серпня 1989 року — секретар Саратовського обласного комітету КПРС.
10 серпня 1989 — 23 серпня 1991 року — 1-й секретар Саратовського обласного комітету КПРС.
Одночасно з 4 березня 1990 по 1993 рік — народний депутат Російської Федерації, входив до складу фракції «Комуністи Росії».
24 березня 1990 — 30 серпня 1991 року — голова Саратовської обласної ради народних депутатів.
У 1993—1995 роках — заступник директора, директор підприємства «Автодор» у Саратові. З 1994 року — начальник регіонального відділу Фонду сприяння розвитку малих форм у науково-технічній сфері в Москві.
З 1995 року — помічник депутата Державної Думи Російської Федерації В. К. Гусєва.
З 1 липня 2002 року — заступник голови Ради економічного розвитку при губернаторі Саратовської області.
Потім — на пенсії. Помер у Саратові 18 серпня 2022 року, похований на Старому Єлшанському цвинтарі.

## Нагороди і звання
- орден Трудового Червоного Прапора (25.08.1971)
- орден Дружби народів (1980)
- медалі